# Polský honič
Polský honič (polsky: Gonczy polski, anglicky: Polish Hunting Dog) je polské psí plemeno, známé již od 13. století . Rozšířené je hlavně v Evropě.

## Historie

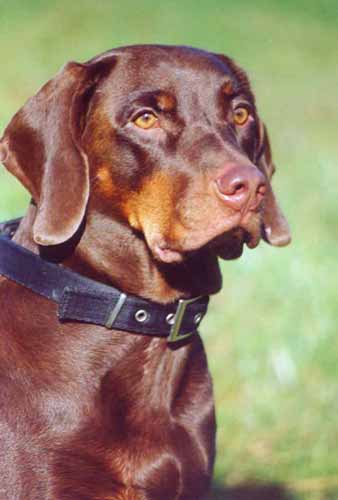
Hlava polského honiče

První psi podobní dnešnímu polskému honiči se objevovali již ve 13. století jako lovečtí psi, obzvláště pak lovci vysoké zvěře . Jeho původ není znám, ale podle všeho byl jeho předkem svatohubertský pes. Tito psi byli často zmiňováni v kronikách i ze 14. století . V 17. století již byly jasně odlišené dva druhy polských honičů — polský honič a mohutnější polský brach . V 19. století v roce 1819 Jan Szytier popisuje polského bracha a polského honiče ve své knize, v roce 1821 v časopise Sylwan předkládá W. Kozlowski popis a obrázky obou typů, polského bracha a polského honiče .
První standard plemene napsal a zveřejnil kynolog Jozef Pawuslewicz. Poté bylo plemeno oficiálně uznáno Polskou kynologickou asociací. V roce 2006 jej pak uznala i FCI. Oficiální používaná zkratka v České republice je PLH.
Běžně se chová hlavně v Polsku a Rusku. V České republice je jedna chovatelská stanice Gorolia Klenot.

## Povaha
Polský honič je přátelský, aktivní a inteligentní pes. Je vhodný spíše na zahradu, než do bytu. Hlavně však kvůli své aktivitě a extrémnímu línání. Je odvážný a lehko cvičitelný. Poslušný, ne tvrdohlavý. Hodí se i pro začínající chovatele. Je mrštný a vytrvalý. Sebevědomý. V jeho chovu se podporují lovecké pudy.
Hodí se pro práci ve smečce jiných psů. Vychází s nimi dobře. Není vůči nim příliš dominantní a je spíše klidný. Má sklony pronásledovat rychle se pohybující předměty, nevyjímaje cyklisty nebo jiná zvířata. Proto je důležité si při seznamování s jinými zvířaty dávat pozor.
Hodí se k dětem. Má vysoký práh bolesti a proto mu dětské hry nevadí. Přesto je dobré děti seznámit s tím, co se psem smí a naopak nesmí dělat.
Není to dobrý hlídač. K cizím je sice nedůvěřivý, ale není agresivní ani bázlivý. Štěká jen ve velmi výjimečných případech nebo vůbec.

## Péče
Srst polského honiče je přiléhavá a krátká. Dobře chrání proti chladu i vodě. Líná 2x do roka (na jaře a na podzim) a to velmi extrémně. Nehodí se tedy pro alergiky. Není ji potřeba často mýt šamponem.
Výcvik i výchova polského honiče musejí být důsledné, hrubší zacházení mu nevadí. Může je vést i nezkušený člověk, který ale není nervózní. Odvolání od stopování nebo lovu jiného zvířete je velmi těžké a je nutné ho učit již od štěněte.
Pohyb nevyžaduje, ale je lepší jej zabavit, protože pokud nemá dost pohybu, může si svoji přebytečnou energii vybíjet na vašich věcech. Je pro něj vhodný veškerý pohyb a hodí se i pro psí sporty, jako je agility nebo flyball.